# Chaerophyllum stenocarpum
Chaerophyllum stenocarpum är en flockblommig växtart som beskrevs av fader Sennen. Chaerophyllum stenocarpum ingår i släktet rotkörvlar, och familjen flockblommiga växter. Inga underarter finns listade i Catalogue of Life.